# Bruchia brevipes
Bruchia brevipes är en bladmossart som beskrevs av Harvey och W. J. Hooker 1840. Bruchia brevipes ingår i släktet Bruchia och familjen Bruchiaceae. Inga underarter finns listade i Catalogue of Life.